# (204873) FAIR
(204873) FAIR ist ein Asteroid des mittleren Hauptgürtels, der am 17. September 2007 von den deutschen Amateurastronomen Erwin Schwab und Rainer Kling am 60-cm-Cassegrain-Teleskop der Hans-Ludwig-Neumann-Sternwarte auf dem Kleinen Feldberg (IAU-Code B01) entdeckt wurde. Zum Zeitpunkt seiner Entdeckung, in der Nacht vom 16. auf den 17. September 2007, befand sich der Asteroid in circa 230 Millionen Kilometer Entfernung, am erdnächsten Punkt seiner Umlaufbahn.
(204873) FAIR ist nach dem Internationalen Beschleunigerzentrum FAIR benannt, einer geplanten Einrichtung des GSI Helmholtzzentrums für Schwerionenforschung in Darmstadt für die Forschung mit Ionen- und Antiprotonenstrahlen. Die Benennung des Asteroiden erfolgte am 6. August 2009.